# 灰原とう
灰原 とう（はいばら - ）は、日本の漫画家・小説家（本人のプロフィールでは「小説家兼デザイナー」とされる）。
2005年に「Hi! How are you today?」でメディアワークス・第3回電撃コミックグランプリ優秀賞を受賞、同作で漫画家デビュー。2006年、『電撃帝王』Vol.10に読み切り作品「イメイザーの美術」掲載。その後、この読み切りのプロットを基に同名の小説を書き上げ、2007年8月に小学館のガガガ文庫よりライトノベルとして刊行された。。

## 作品
- 『イメイザーの美術』（ガガガ文庫）